# 克洛托
克洛托（希腊语：Κλωθώ，字面意思为“纺线者”；英語：Clotho）奥林波斯教的命运三女神之一。

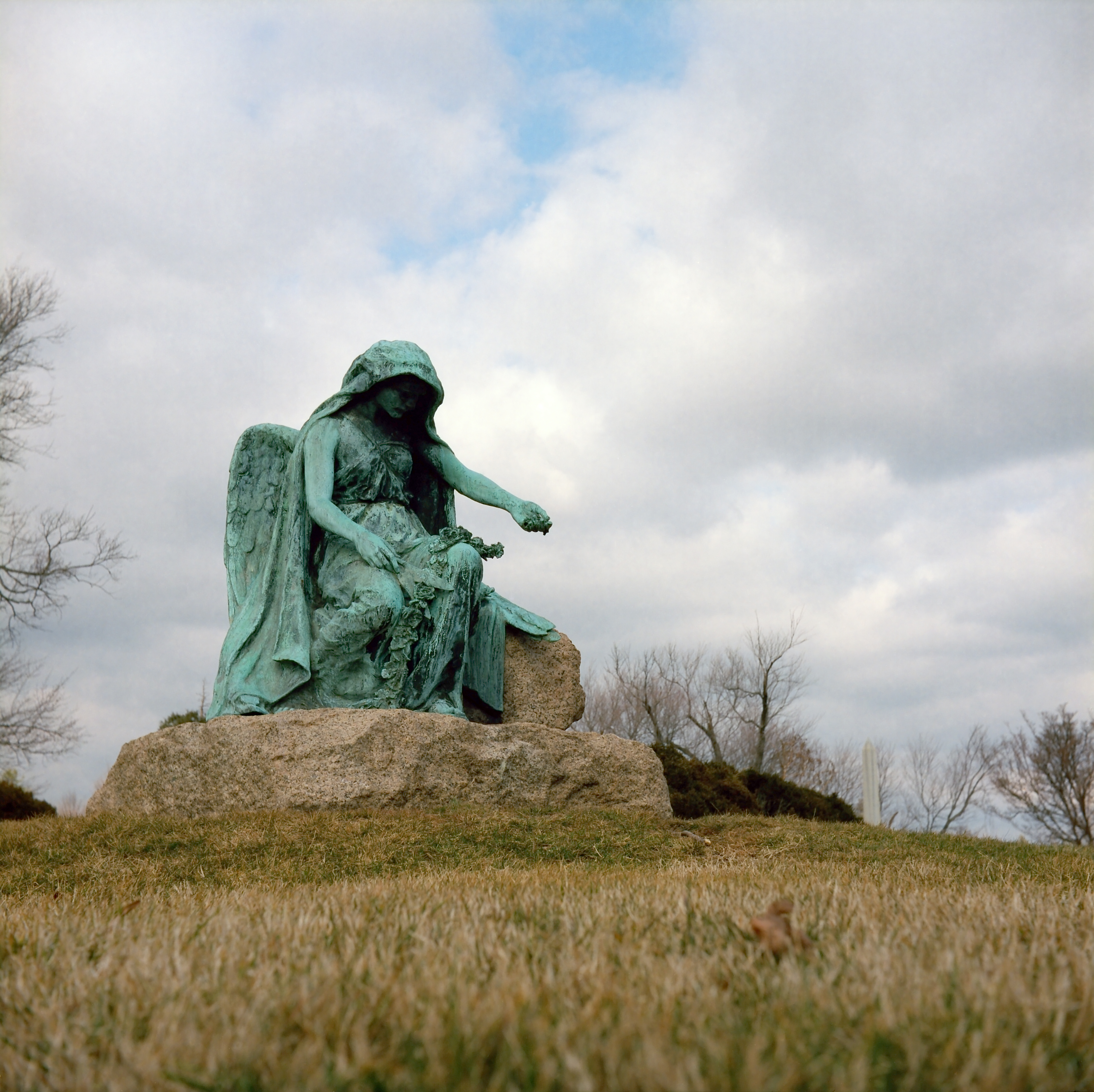
克洛托

与其他两位命运女神（阿特罗波斯和拉刻西斯）一样，克洛托的父亲是宙斯，母亲是忒弥斯（也有说法认为她们的母亲是倪克斯或阿南刻）。她是三姐妹中最年長者。克洛托的形象是一个老婆婆，她是在三姐妹之中负责纺生命之线的人。在克洛托纺出一个人的生命之线后，拉刻西斯负责使其通过各种命运的波折，阿特罗波斯则将其剪断（亦即死亡）。
克洛托在罗马神话中的对应者是诺娜（意为“第九”）。
小行星97号纺神星的名字来自克洛托。

## 流行文化
- 美國影集《明日傳奇》第五季。第四季加入的魔法生物變形怪「查莉」，真實身份其實是三女神的克洛托。曾經把命運紡織機摧毀丟於多元宇宙，但隨著無限地球危機 (綠箭宇宙)事件後，碎片合而為一造成她的姊妹來追殺她。
- 机动战士高达SEED里的克罗特·布埃尔（Clotho Buer），隶属于地球联合军的克罗特是一名强化人，驾驶GAT-X370强夺高达（GAT-X370 Raider Gundam）进行作战。

## 资料来源
- 《世界神话辞典》，辽宁人民出版社，ISBN 7-205-00960-X